# 9491 Thooft
A 9491 Thooft (ideiglenes jelöléssel 1205 T-1) a Naprendszer kisbolygóövében található aszteroida. Cornelis Johannes van Houten, Ingrid van Houten-Groeneveld és Tom Gehrels fedezte fel 1971. március 25-én.